# Gen MYST3

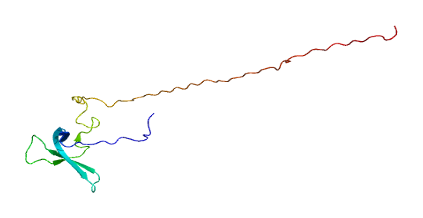
Proteína K(lisina) acetiltransferasa 8

MYST6 es un gen que codifica para la proteína histona acetiltransferasa  de lisina.
Se han encontrado mutaciones de este gen en el 5% de los casos de  adenocarcinoma de esófago en un estudio llevado por Dulak y colaboradores. 
También se ha considerado como un indicador de translocación en leucemia.